# 松浦尚人
松浦 尚人（まつうら なおと、1994年12月26日 - ）は、広島県福山市出身の元サッカー選手、サッカー指導者。ポジションはGK。

## 来歴
九州国際大学在学中の2014年にギラヴァンツ北九州の特別指定選手に承認された。
2017年にJFLのヴェルスパ大分に加入した。しかし、僅か1年で退団となった。
2018年より関西福祉大学サッカー部のコーチに就任した。

## 所属クラブ
- 御幸SC[1]
- サンフレッチェ常石FC[1]
- 米子北高等学校[1]
- 九州国際大学
  - 2014年9月 - 12月 ギラヴァンツ北九州（特別指定選手）
- 2017年 ヴェルスパ大分

## 個人成績
| 国内大会個人成績 | 国内大会個人成績 | 国内大会個人成績 | 国内大会個人成績 | 国内大会個人成績 | 国内大会個人成績 | 国内大会個人成績 | 国内大会個人成績 | 国内大会個人成績 | 国内大会個人成績 | 国内大会個人成績 | 国内大会個人成績 |
| 年度             | クラブ           | 背番号           | リーグ           | リーグ戦         | リーグ戦         | リーグ杯         | リーグ杯         | オープン杯       | オープン杯       | 期間通算         | 期間通算         |
| 年度             | クラブ           | 背番号           | リーグ           | 出場             | 得点             | 出場             | 得点             | 出場             | 得点             | 出場             | 得点             |
| 日本             | 日本             | 日本             | 日本             | リーグ戦         | リーグ戦         | リーグ杯         | リーグ杯         | 天皇杯           | 天皇杯           | 期間通算         | 期間通算         |
| ---------------- | ---------------- | ---------------- | ---------------- | ---------------- | ---------------- | ---------------- | ---------------- | ---------------- | ---------------- | ---------------- | ---------------- |
| 2017             | V大分            | 31               | JFL              | 0                | 0                | -                | -                | 0                | 0                | 0                | 0                |
| 通算             | 日本             | 日本             | JFL              | 0                | 0                | -                | -                | 0                | 0                | 0                | 0                |
| 総通算           | 総通算           | 総通算           | 総通算           | 0                | 0                | -                | -                | 0                | 0                | 0                | 0                |

- 2014年は特別指定選手

## 選抜歴
- 2010年 - 鳥取県選抜[5]
- 2013年 - デンソーカップチャレンジ九州選抜[5]

## 指導歴
- 2018年 - 2020年 関西福祉大学サッカー部 コーチ
- 2020年 - ギラヴァンツ北九州
  - 2020年 - 2022年1月 アカデミーGKコーチ
  - 2022年2月 - U-15 GKコーチ
  - 2022年2月 - 福岡県U-15トレセンスタッフ